# 不规则星系

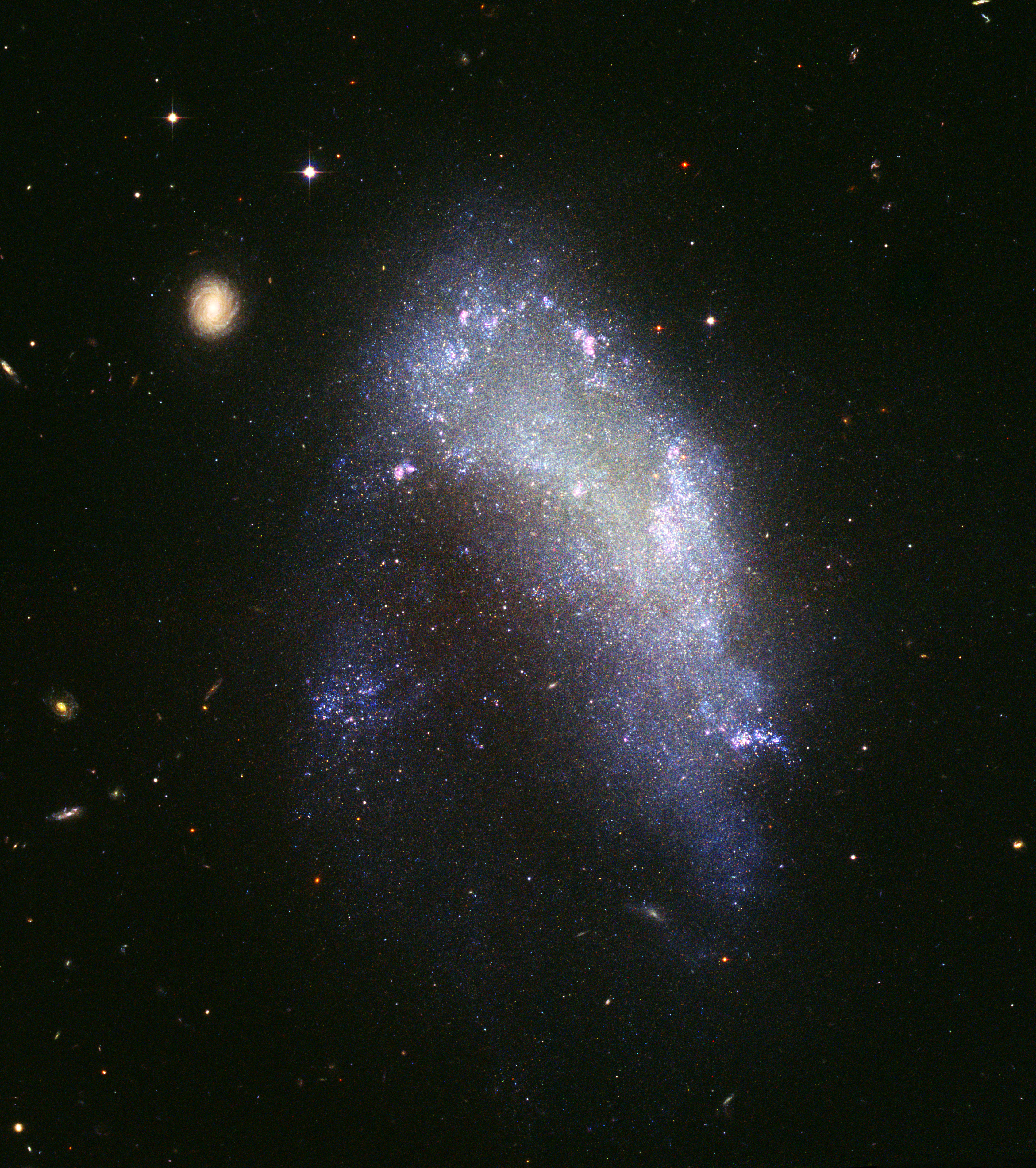
NGC 1427A是不規則星系的一個例子。這是一個距離約5,200萬光年的第一型不規則星系（Irr-1）.

不規則星系是一種沒有明顯規則形狀的星系，外觀既不像螺旋也不像橢圓。它們在外觀上是混亂的，既沒有核凸起，也沒有任何螺旋臂結構的痕跡。
總體而言，認為它們佔所有星系的四分之一左右。一些不規則星系可能曾經是螺旋星系或橢圓星系，但由於不均勻的外部引力而變形。不規則星系可能含有大量的氣體和塵埃。但對矮不規則星系而言，卻不一定是如此。
不規則星系通常很小，質量大約是銀河系的十分之一。由於它們的大小不夠大，很容易受到環境的影響，例如與大型星系和星系際空間中的雲氣碰撞。

## 類型
有三種主要類型的不規則星系：
- 第一型不規則星系（Irr I）：具有一些結構，但不足以將其明確地放入哈伯序列中。 
  - 具有一些螺旋結構的子型，稱為麥哲倫型星系（Sm）。
  - 沒有螺旋結構的子型，稱為Im'"星系。

- 第二型不規則星系（Irr II）：它似乎沒有任何結構可以將其放入哈伯序列中。

- 矮不規則星系（dIrr）：是外觀不規則的矮星系[7]。現在認為這種類型的星系對於理解星系的整體演化很重要，因為它們往往具有较低的金屬量和相對高的氣體含量，並且被認為類似於最早充斥於宇宙中的星系。在哈伯深領域探測中發現的暗藍星系（faint blue galaxies）可能是該局部區域的代表星系，因此是最早期的星系。

一些不規則的星系，特別是麥哲倫類型，是被較大的鄰居引力扭曲的小螺旋星系。

## 麥哲倫雲
大、小麥哲倫雲曾經都被歸類為不規則星系。現在，大麥哲倫雲已經重新分類為SBm型（棒旋麥哲倫螺旋星系）。 小麥哲倫雲儘管它確實包含棒狀結構，在目前的星系型態分類下仍被歸類為Im型的不規則星系。

## 圖集

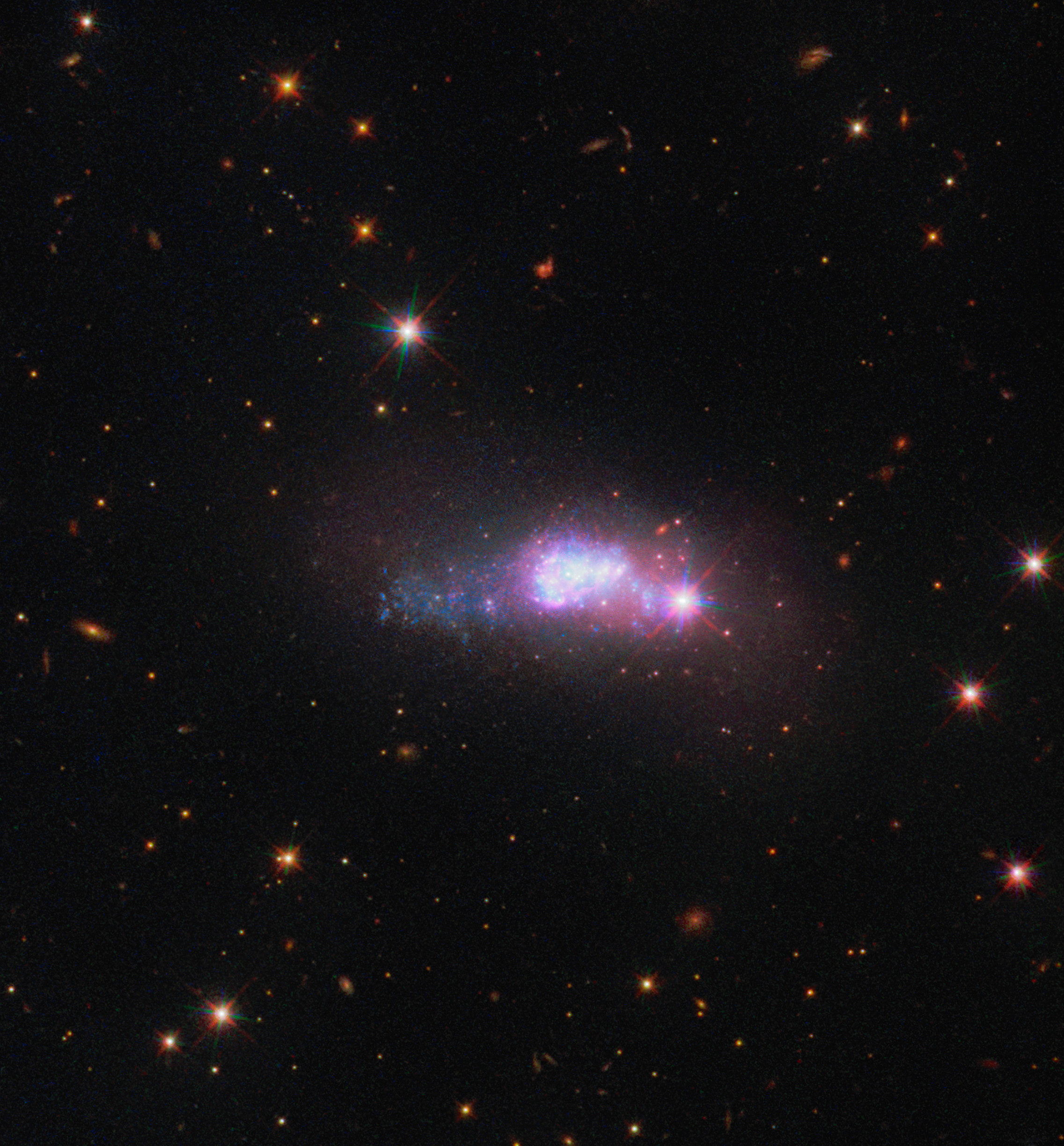
藍緻密矮星系ESO 338-4[9]。
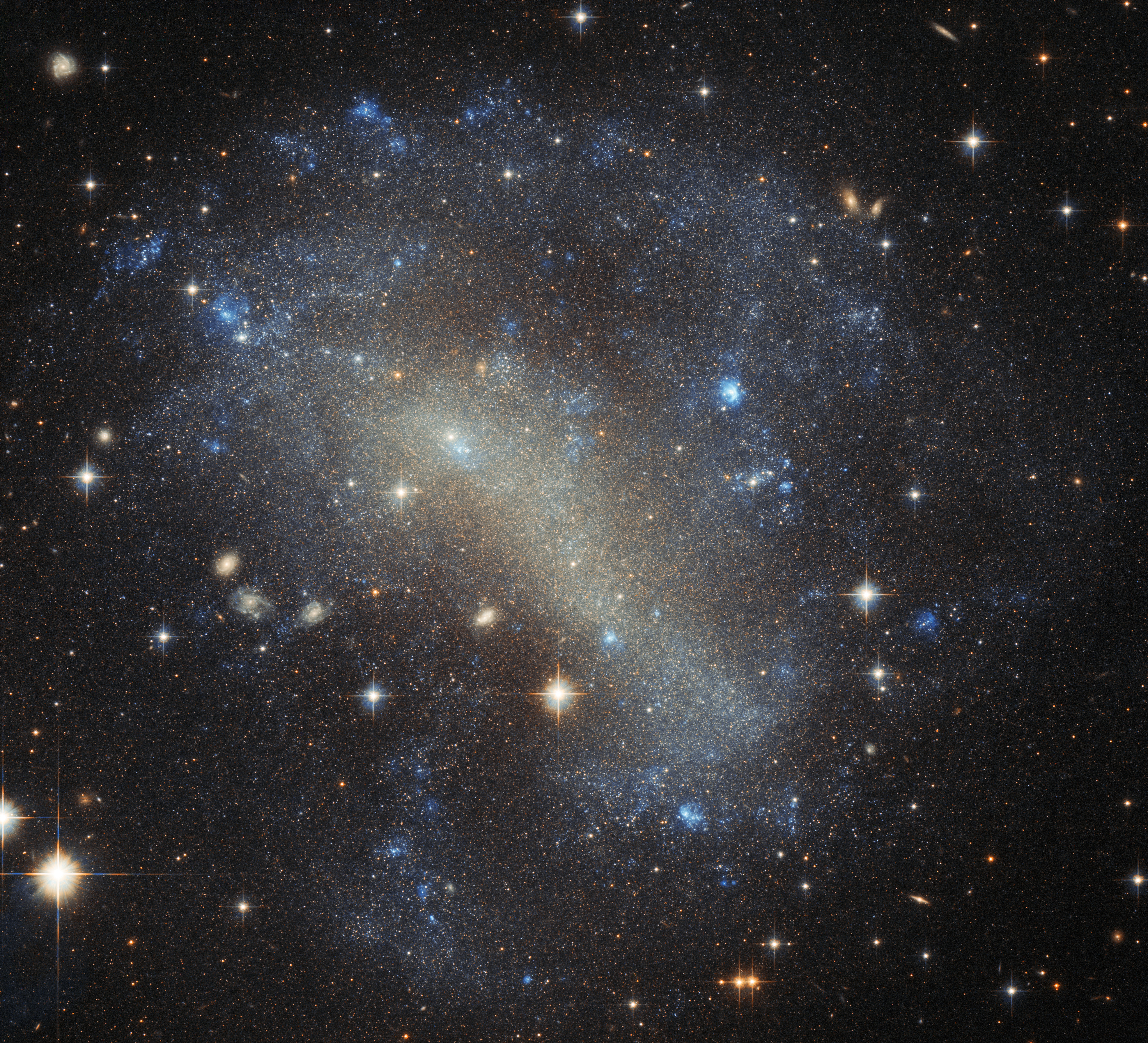
距離大約2,500萬光年，位於南天星座孔雀座的IC 4710[10]。
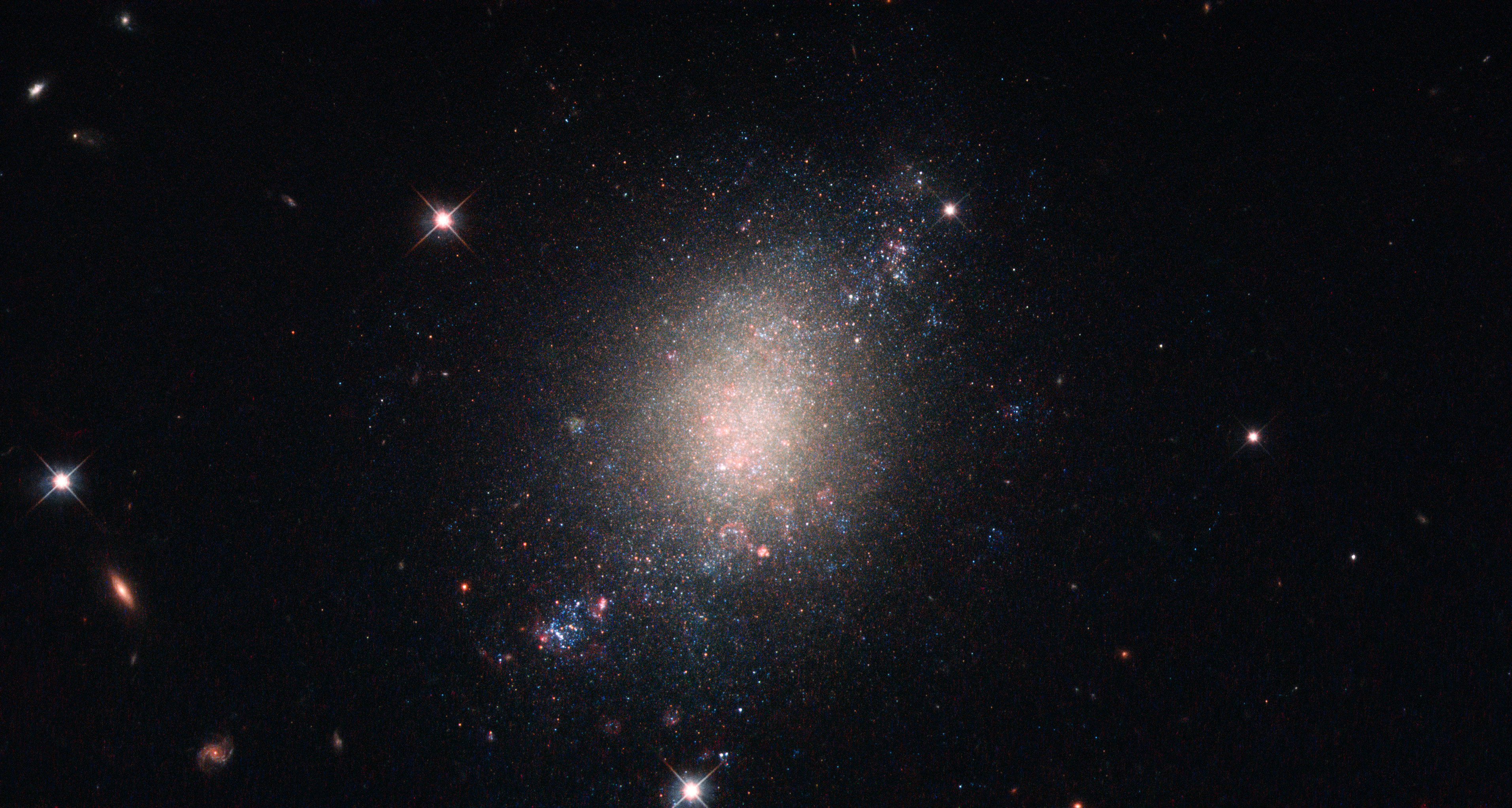
ESO 486-21是一個螺旋星系，但具有一些不規則和不明確的結構[11]。
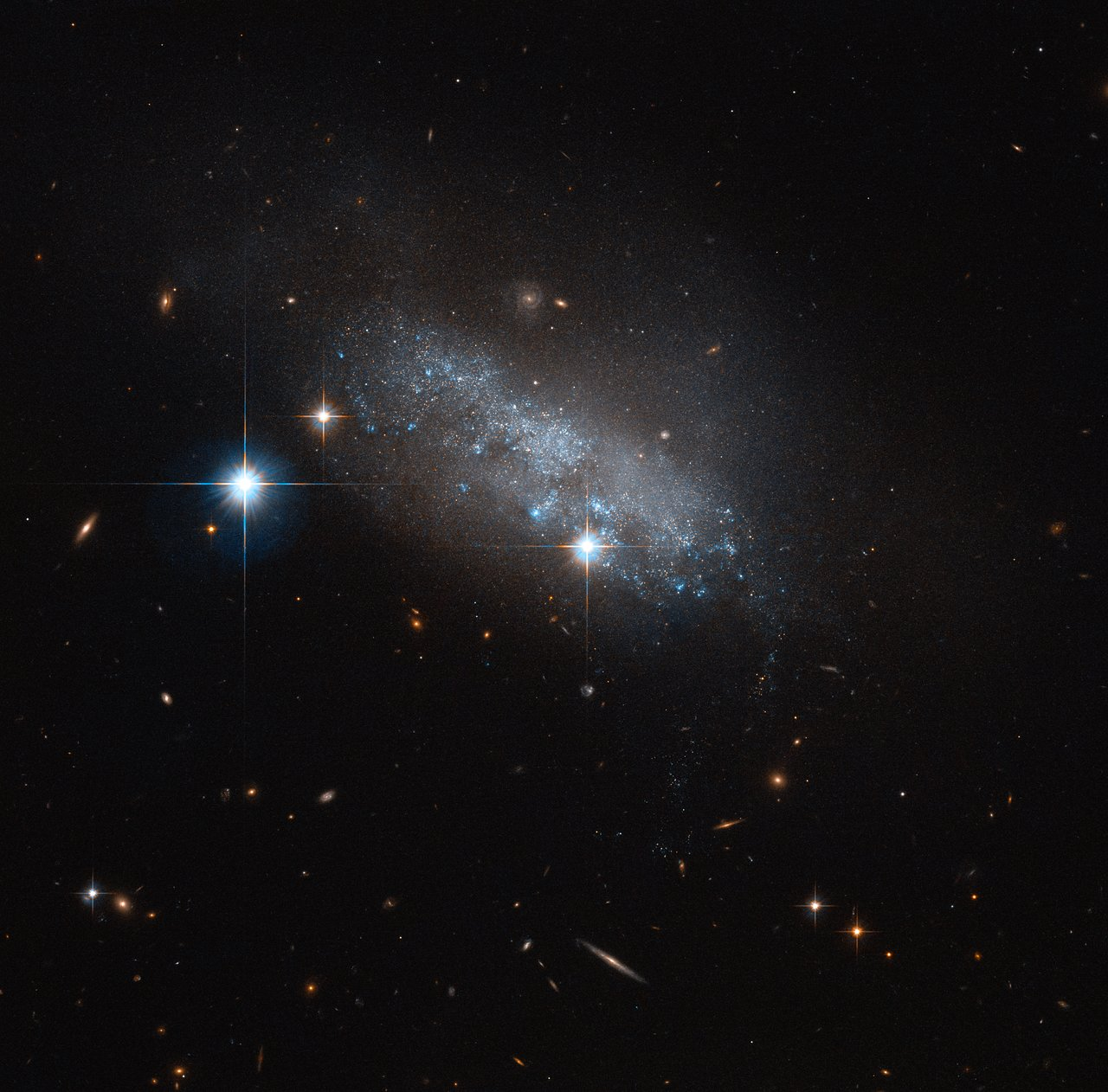
不規則星系IC 3583被發現有棒狀分布的恆星穿過其中心[12]。
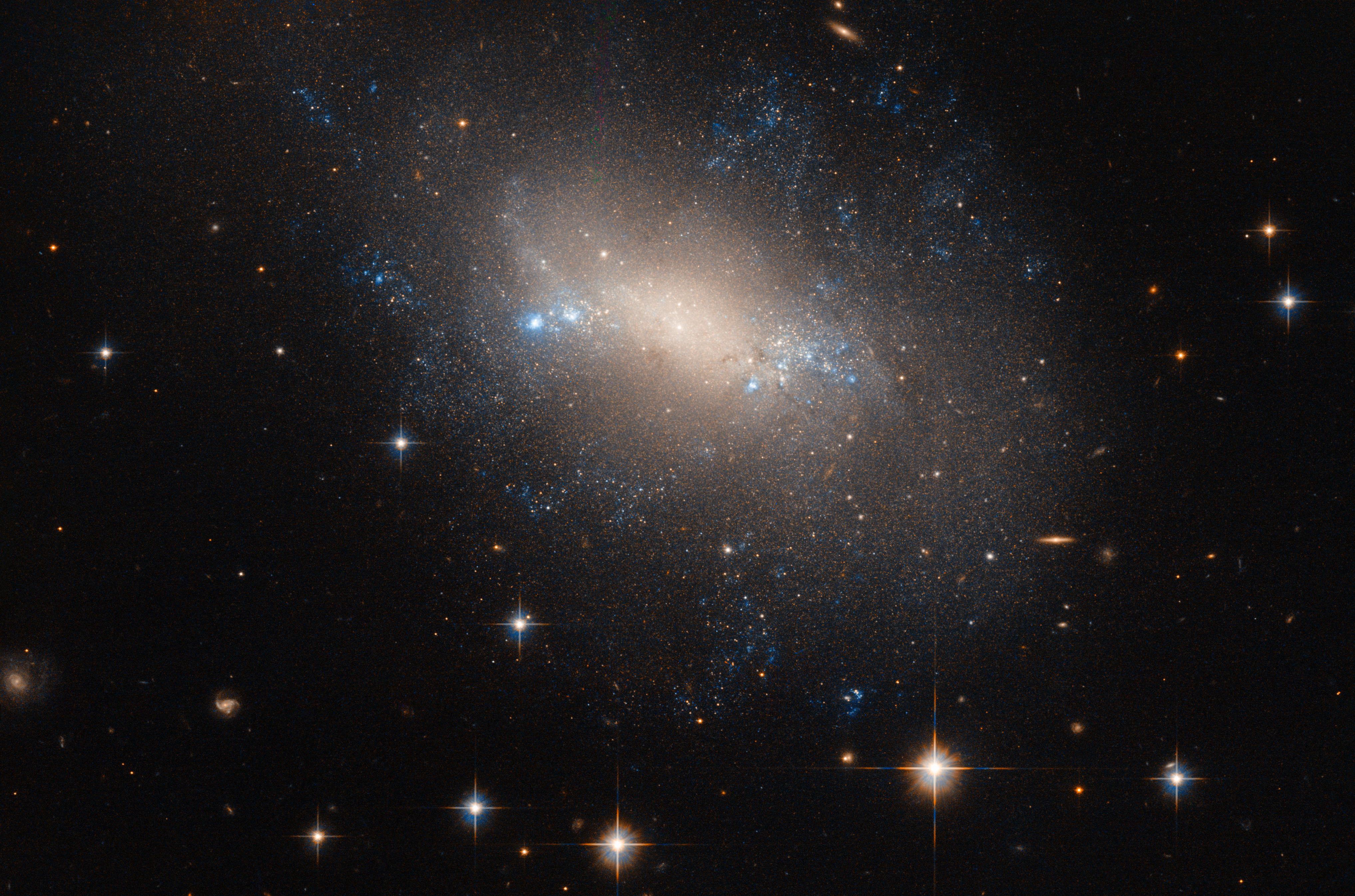
在天貓座的NGC 2337 是一個不規則星系，距離大約2,500萬年[13]。
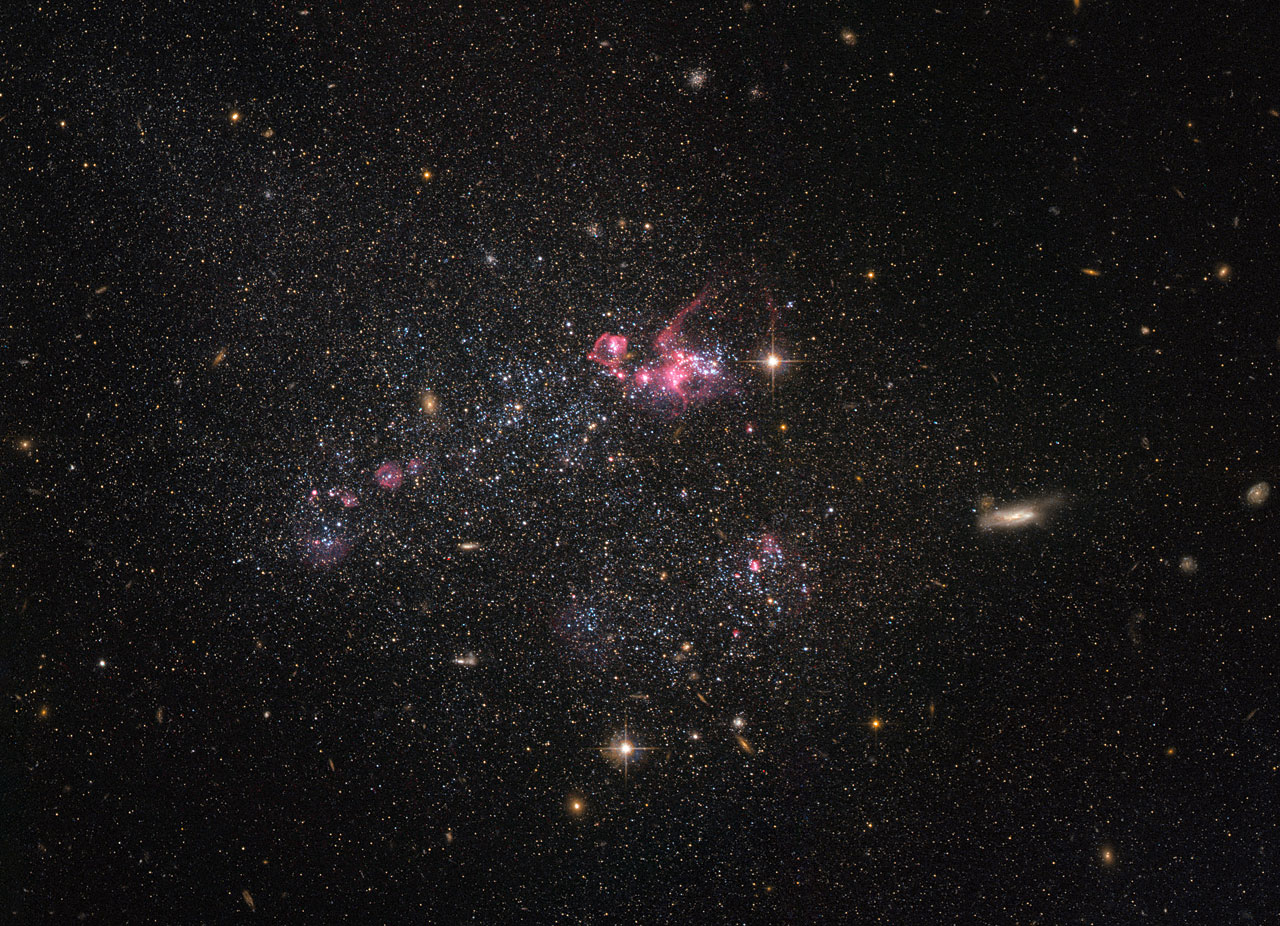
位於大熊座的UGC 4459是一個不規則的矮星系，距離地球約1,100萬光年[14]。
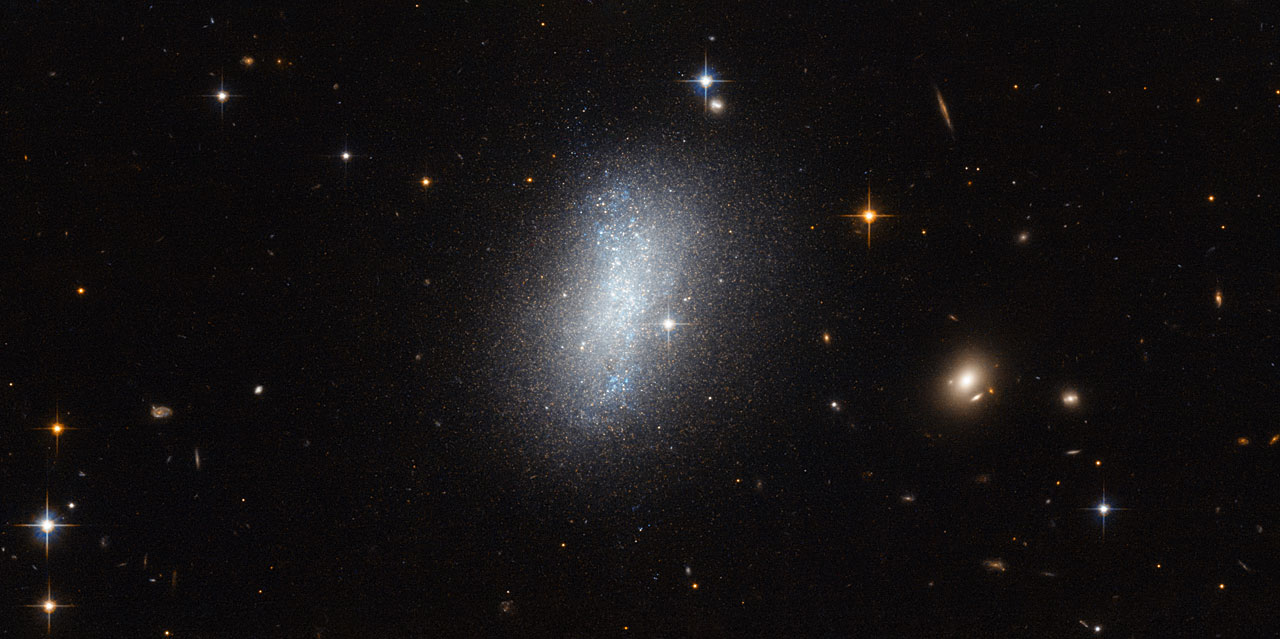
被稱為PGC 18431的矮不規則星系[15]。
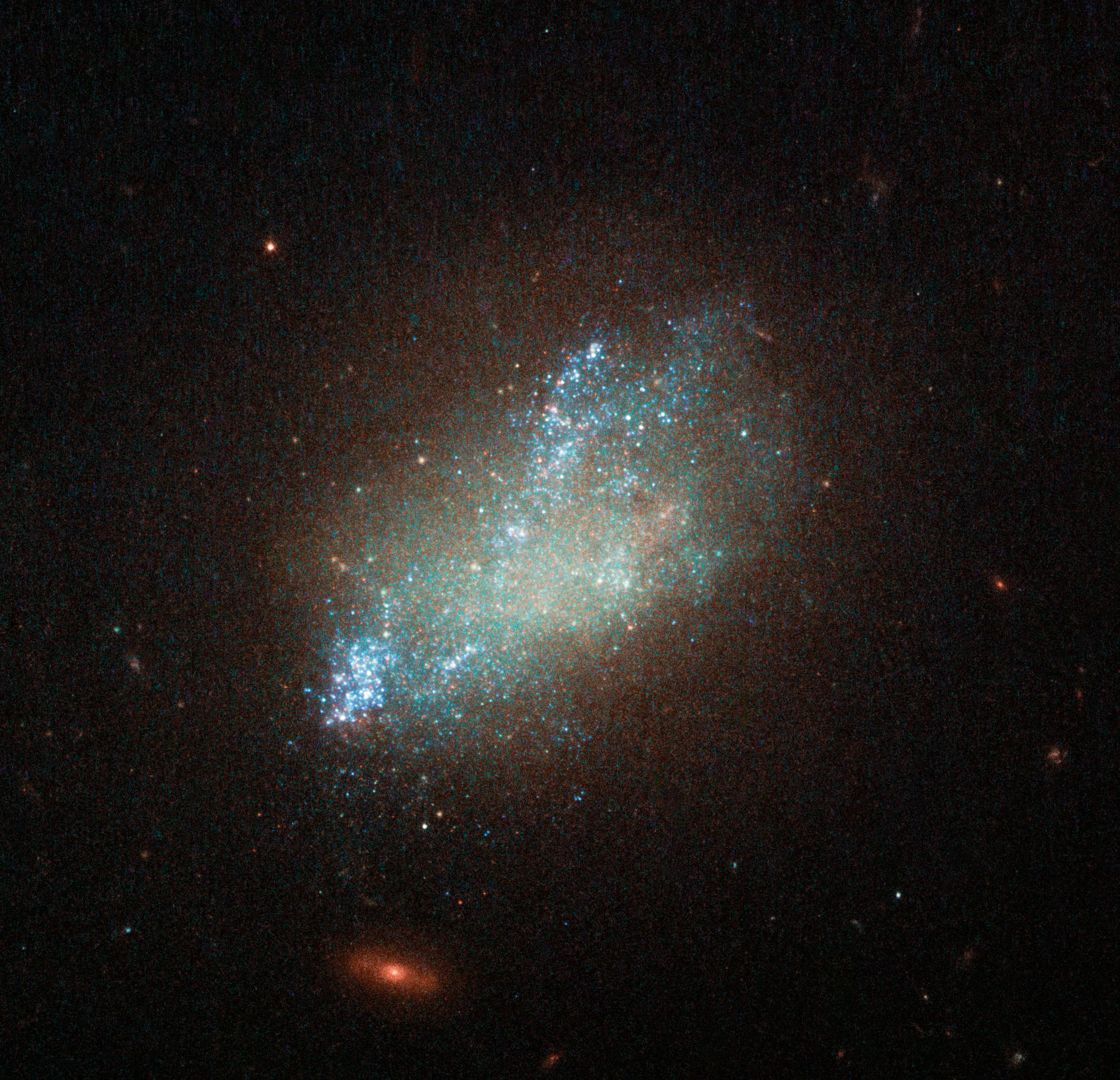
IC 559是歸類為Sm型的星系[16]。
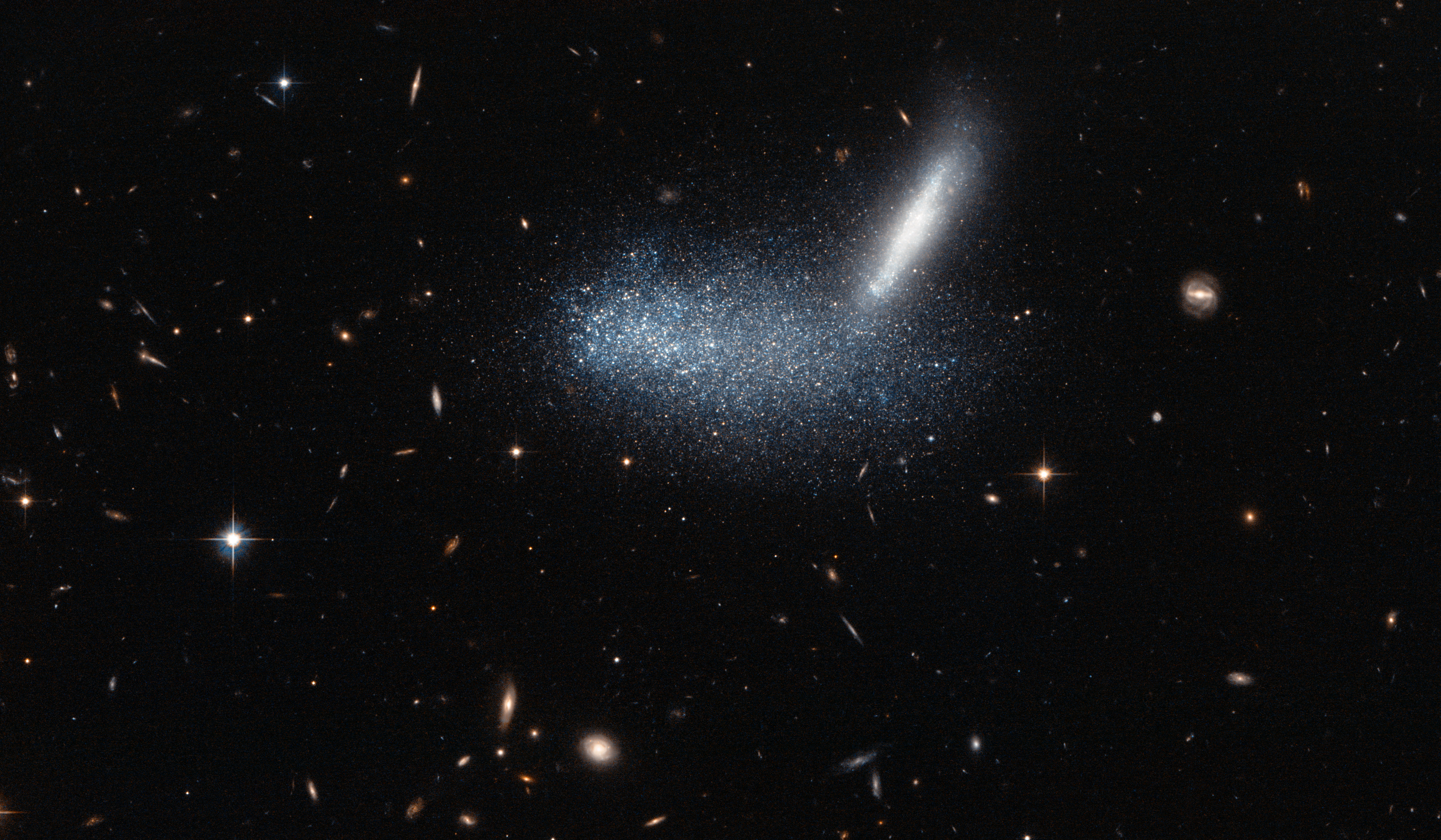
不規則矮星系PGC 16389。遮蔽了其鄰近的星系APMBGC 252 + 125-117的一部分[17]。